# Natalia Khoma
Natalia Khoma (Ucraniano: Наталія Хома) (Leópolis, 5 de diciembre de 1963) es una violonchelista ucraniana. Es la primera y única violonchelista ucraniana en ser laureada del Concurso Internacional Chaikovski en Moscú, Rusia.

## Vida
Natalia Khoma, leído en castellano como Natalia Joma, nació en Leópolis, Ucrania. Asistió a la Escuela Solomia Krushelnytska y al Conservatorio de Moscú. También completó su formación logrando el Diploma de Artista de la Universidad de Boston bajo la dirección de Leslie Parnas.

## Carrera
Khoma hizo su primera aparición pública en televisión a los diez años y realizó su primer concierto con una orquesta a los trece años. Ha actuado como solista con la Orquesta de la Radio de Berlín, la Orquesta de la Radio de Moscú, la Orquesta Filarmónica de Belgrado, la Orquesta Filarmónica de Budapest, la Orquesta Sinfónica del Estado Nacional de Ucrania, la Orquesta Filarmónica de Johannesburgo, el Conjunto de Cámara de la Orquesta Sinfónica de la Ciudad de Nueva York y la Orquesta de Cámara Franz Liszt. También ha realizado recitales en solitario y en dúo con el pianista Volodymyr Vynnytsky.
Khoma es profesora de violonchelo en el College of Charleston en Charleston, SC y directora del Charleston Music Festival, Estados Unidos. Ha sido profesora en el Conservatorio de Leópolis en Ucrania. También en la Facultad de Música de la Universidad Roosevelt en Chicago y en la Universidad Estatal de Míchigan, ambas en Estados Unidos. En este mismo país, fue profesora invitada de la Escuela de Música de la Universidad de Connecticut.
Durante varios años, Khoma tocó un violonchelo Stradivarius. En 2010, apareció en Gnattali: Solo & Chamber Works For Guitar, por la que Marc Regnier. Fue nominada a un premio Grammy a la mejor interpretación de música de cámara. En febrero de 2020, actuó en 18 conciertos durante una gira por América del Norte como solista con la Orquesta Sinfónica Nacional de Ucrania, bajo la dirección de Columbia Artists.

## Premios y reconocimientos
- 1981 Concurso Lysenko, Ucrania (primer premio)
- 1985 Concurso Internacional Pablo Casals de Budapest, Hungría (Diploma)
- 1987 Concurso Internacional de Violonchelo Markneukirchen, Alemania (Segundo Premio) y Premio Especial Max Reger, Alemania
- 1990 Concurso Internacional de Violonchelo Jeunesses Musicales International (JMI), Belgrado, Serbia (Primer Premio)
- 1990 Concurso Internacional Chaikovski, Moscú, Rusia (Cuarto Premio)

- 2008 Profesora Honoraria de la Academia Nacional de Música de Leópolis, Ucrania[1]
- 2010 Profesora Honoraria de la Academia Nacional de Música de Odesa, Ucrania[1]
- 2015 Profesora honoraria de la Academia Nacional de Música de Ucrania Chaikovski[8]
- 2015 Reconocida con la Orden del Mérito por logros destacados en el arte de la música. Academia Nacional de Música de Ucrania Chaikovski

## Discografía selecta
- 1995 Música de Virko Baley “Orfeo cantando”, TNC/Cambria Records
- 1996 Música de Ami Maayani, IMP
- 1996 Música de Adam Khudoyan, Ongaku Records[9][10]
- 1997 Música de cámara de Arenski y Chaikovski, Disco Ruso
- 1998 Música de Schubert y Schumann ( Lori Sims, piano), TNC/Cambria Records[11]
- 1998 Tríos de Lyatoshinsky (Oleh Krysa, violín; Tatiana Chekina, piano) TNC/ Cambria Records[12]
- 2001 Conciertos de Haydn con la Orquesta de Cámara Camerata de Kiev (Virko Baley, director), TNC/Cambria Records[13]
- 2002 "Treny", TNC/Cambria Records[14][15][16]
- 2004 Música de Krommer, Naxos
- 2004 Sonatas de Beethoven y Rajmáninov, Blue Griffin Records[17]
- 2006 "Bailes" ( Volodymyr Vynnytsky, piano), Blue Griffin Records[18][19]
- 2006 “DSCH”, Música de Schostakovich, Suoni e Colori, Francia
- 2010 “Sing we now of Christmas”, MSR Classics, Taylor Festival Choir; Roberto Taylor, director
- 2010 Radames Gnattali, Obras solistas y de cámara para guitarra, Marc Regnier, guitarra; Dorian sono luminus[20]
- 2010 Rajmáninov Trio y Vynnytsky "Lost Tango" (Two Plus One Trio) Centaur Records
- 2010 Sonatas de Brahms y Shostakóvich (Adrian Oetiker, piano), Centaur Records[21][22]
- 2012 “La Mer”, Claude Debussy, Sonata para violonchelo y piano; Volodymyr Vynnytsky, piano; Suoni e Colori, Francia
- 2014 Concierto de Saint-Saens con la orquesta sinfónica de la Academia de Música Lysenko Lviv (Alexandre Brussilovsky, director), Suoni e Colori, Francia
- 2014 “Concierto”, Chausson Piano Trio, Alexandre Brussilovsky, violín; Volodymyr Vynnytsky, piano; Suoni e Colori, Francia
- 2014 Dúos de violonchelo (Suren Bagratuni, violonchelo), Centaur Records[23]
- 2015 “Tempo do Brasil”, Marc Regnier, guitarra clásica, V.Vynnytsky, piano; Grabaciones de referencia[24]
- 2016 “Celtic Mass”, música de McGlynn y MacMillan; Coro del Festival de Taylor; Robert Taylor, director de orquesta; Delos Productions
- 2018 JS Bach Six Suites para violonchelo solo; Colección Sheva[25]

## Publicaciones
- Khoma, Natalia (2016). Scales, Arpeggios and Double Stops for Cello. Duma Music, Incorporated. ISBN 9780692748312.